# Bulharsko na Letních olympijských hrách 2012
Bulharsko na Letních olympijských hrách 2012 v Londýně reprezentovalo 63 sportovců, z toho 36 mužů a 27 žen v 16 sportech.

## Medailisté
| Medaile | Jméno            | Sport | Disciplína               |
| ------- | ---------------- | ----- | ------------------------ |
| Stříbro | Stanka Zlatevová | Zápas | Ženy volný styl do 72 kg |
| Bronz   | Tervel Pulev     | Box   | muži váha těžká do 91 kg |